# اغوزکله (تنکابن)
اغوزکله، روستایی است از توابع بخش خرم‌آباد شهرستان تنکابن در استان مازندران ایران

## جمعیت
این روستا در دهستان بلده قرار دارد و براساس سرشماری مرکز آمار ایران در سال ۱۳۸۵، جمعیت آن ۴۹۴ نفر (۱۴۰خانوار) بوده‌است.